# Sphedamnocarpus ambovombensis
Sphedamnocarpus ambovombensis är en tvåhjärtbladig växtart som beskrevs av Arenes. Sphedamnocarpus ambovombensis ingår i släktet Sphedamnocarpus och familjen Malpighiaceae. Inga underarter finns listade i Catalogue of Life.